# Bušević
Bušević is een plaats in de gemeente Donji Lapac in de Kroatische provincie Lika-Senj. De plaats telt 2 inwoners (2001).